# Liste des personnages de la saga Hannibal Lecter
Cet article recense les personnages principaux et secondaires de l'œuvre de Thomas Harris autour du personnage d'Hannibal Lecter.
- Haut – A
- B
- C
- D
- E
- F
- G
- H
- I
- J
- K
- L
- M
- N
- O
- P
- Q
- R
- S
- T
- U
- V
- W
- X
- Y
- Z

## C
- Frederick Chilton : c'est un médecin responsable de l'asile où est enfermé Hannibal Lecter. Il veut à tout prix être connu, et reconnu. Il enregistre notamment les conversations entre Lecter et Starling. Il aime se vanter et prouver sa supériorité face à Lecter. Mais cela lui sera fatal.
Il est joué par Benjamin Hendrickson dans Le Sixième Sens et par Anthony Heald dans Le Silence des agneaux et Dragon rouge. Dans la série Hannibal, il est incarné par Raúl Esparza. Dans l'épisode final, le grand dragon rouge lui arrachera les lèvres et le fera brûler vif. Malgré la gravité de ses blessures, il survivra.

- Jack Crawford : personnage secondaire apparaissant dans les romans Dragon Rouge et Le Silence des agneaux. Haut placé au FBI, il est d'abord le patron et ami de Will Graham. C'est lui qui le convainc de revenir pour profiler la "mâchoire" (ou petite souris suivant les versions), le tueur Francis Dolarhyde.
Crawford choisit ensuite la jeune Starling pour questionner Hannibal Lecter sur un tueur en série que le FBI n'arrive pas à attraper (Buffalo Bill).
Crawford est joué par Dennis Farina dans Le Sixième Sens, par Scott Glenn dans Le Silence des agneaux et enfin par Harvey Keitel dans Dragon rouge. Dans la série Hannibal, il est incarné par Laurence Fishburne. Il est aussi présent dans le roman Hannibal, où sa santé décline à la suite de la mort de sa femme. Il meurt seul sur un banc, mais paisiblement.

## D
- Francis Dolarhyde : surnommé la « Mâchoire » ou la « petite souris », il n'apparaît que dans le roman et le film Dragon rouge. C'est un tueur en série. Il a le visage mutilé. Très troublé, il vit en marge. Il observe des familles pendant longtemps avant de les tuer les soirs de pleine lune. Son but est de se « transformer » de devenir le « Dragon Rouge ». Malgré son attitude, Reba McClane, une aveugle, tombe amoureuse de lui. Il est tué par Will Graham.
Il est interprété par Tom Noonan dans Le Sixième Sens et par Ralph Fiennes dans Dragon rouge. Dans la série Hannibal, il est incarné par Richard Armitage.

## G
- Molly Graham : femme de Will Graham, elle apparaît dans Dragon Rouge.
Elle est incarnée par Kim Greist dans Le Sixième Sens, par Mary-Louise Parker dans Dragon rouge et par Nina Arianda dans la série Hannibal.

- Will Graham : c'est un des personnages principaux du roman Dragon Rouge. Il est profileur pour le FBI. Il parvient à démasquer Lecter et l'arrête après avoir été gravement blessé. Au repos, Graham s'est retiré avec sa femme et son fils à la campagne. Mais Jack Crawford du FBI lui demande de venir profiler un nouveau criminel appelé la "Petite Souris" ou la "mâchoire" et tuant les jours de pleine lune. Malgré ses compétences, Graham doit demander conseil à l'homme qui l'a blessé : Lecter...
Dans le film Le Sixième Sens, il est incarné par William L. Petersen. Dans Dragon rouge, il est incarné par Edward Norton. Dans la série Hannibal, il est incarné par Hugh Dancy.

- Jame Gumb, alias Buffalo Bill : tueur en série dans Le Silence des agneaux. Il enlève des jeunes femmes corpulentes pour prendre leur peau. Il veut se faire un « costume » féminin car son opération de changement de sexe a été refusée. Il est tué par Clarice Starling, aidée par les confidences du docteur Lecter.
Gumb est joué par Ted Levine dans Le Silence des agneaux.

## K
- Paul Krendler : il travaille au Département de la Justice et collabore souvent avec le FBI. Il s'oppose très souvent à Clarice mais semble être attiré sexuellement par elle-même.
Il est incarné par Ron Vawter dans Le Silence des agneaux et Ray Liotta dans Hannibal. Il se fait décomposer la cervelle par Hannibal.

## L
- Hannibal Lecter : c'est le personnage principal de la tétralogie. Psychiatre renommé, c'est un tueur insatiable qui dévore ses victimes. C'est un homme d'une grande finesse intellectuelle, gastronomique, culturelle, artistique et musicale. Traumatisé par la mort de sa sœur lorsqu'il était enfant, il commet des meurtres sanglants et n'éprouve aucun remords.
Après son arrestation, il est sollicité plusieurs fois par le FBI pour retrouver d'autres tueurs en série. La capacité d'analyse de Lecter permettra souvent aux autorités d'arrêter les criminels recherchés.
Souvent en fuite, le cannibale se rend sur plusieurs continents (Europe, Amérique du Nord, Amérique du Sud) pour échapper à ceux qui le recherchent.
Dans le film Le Sixième Sens, il est joué par Brian Cox. Dans les films Le Silence des agneaux, Hannibal et Dragon rouge, il est incarné par Anthony Hopkins. Dans Hannibal Lecter : Les Origines du mal, il est incarné par Gaspard Ulliel. Dans la série Hannibal, il est incarné par Mads Mikkelsen.

- Freddy Lounds : ce journaliste louche apparaît dans Dragon Rouge. Il interfère avec l'enquête, et donne ensuite de fausses informations sur le tueur. La publication de cette information conduit l'assassin à le tuer brutalement.
Dans le film Le Sixième Sens, il est incarné par Stephen Lang. Dans Dragon rouge, il est incarné par Philip Seymour Hoffman. Dans la série Hannibal, le personnage est incarné par une femme, Fredricka « Freddie » Lounds, à laquelle il est donné un rôle plus important. Elle est incarnée par Lara Jean Chorostecki.

## M
- Barney Matthews : il apparaît dans les trois premiers romans. Il est gardien à l'asile du Dr Chilton, où Lecter est enfermé. Il s'est plus ou moins lié avec ce dernier, qu'il respecte, contrairement à Chilton.
Barney est joué par Frankie Faison dans les films Le Silence des agneaux, Hannibal et Dragon rouge.
- Reba McClane : aveugle, elle entretient une relation avec Francis Dolarhyde, qu'elle a rencontré grâce à son travail dans un labo-photo. Elle survit à la violence du tueur.
Reba est jouée par Joan Allen dans Le Sixième Sens et par Emily Watson dans Dragon rouge.

## S
- Clarice Starling : personnage féminin principal de la saga. Elle n'apparaît que dans les romans Le Silence des agneaux et Hannibal. Elle vient d'une toute petite ville de Virginie-Occidentale. Son père est mort très jeune et elle a été élevée dans un foyer.
Jeune étudiante au FBI, elle est choisie par son supérieur Jack Crawford pour questionner le Dr Hannibal Lecter à propos d'un tueur en série surnommé « Buffalo Bill ». Elle rend donc visite à Lecter, enfermé à l'asile. De nombreux échanges ont lieu et Lecter se « prend d'affection » pour elle. Elle parvient à arrêter Buffalo Bill grâce à Lecter. Promue agent fédéral, elle gagne les honneurs grâce à cette affaire.
Quelques années plus tard, l'agent Starling commet une erreur lors d'une opération et un agent perd la vie. Mise à pied, elle est contactée par Mason Verger, une victime de Lecter, qui souhaite lui poser des questions. De son côté, Lecter reprend contact avec elle. Malgré les années, leur relation est toujours particulière... Starling et Lecter sont attirés l'un vers l'autre.
Elle est interprétée par Jodie Foster dans Le Silence des agneaux, puis par Julianne Moore dans Hannibal.

## V
- Mason Verger : il apparaît dans le roman Hannibal. Milliardaire pédophile, il a été séduit par Lecter et durant une soirée trop arrosée et accompagnée de substances illicites, ce dernier l'a poussé à se mutiler lui-même le visage, à lui montrer le jeu de « la corde » (pratique sexuelle consistant à se pendre doucement pour augmenter le plaisir). Lecter le pend réellement, brisant la colonne de Verger. Depuis, Verger quasiment paralysé à 100 % et vivant sous respirateur, dépense sa fortune à se venger et retrouver Lecter à tout prix. Mais sa vengeance se retournera contre lui...
C'est Gary Oldman qui est choisi pour interpréter le personnage dans le film de Ridley Scott sorti en 2001. Dans la série Hannibal, le milliardaire est incarné par Michael Pitt dans la saison 2 et par Joe Anderson dans la saison 3.